# Rhytidoponera kurandensis
Rhytidoponera kurandensis é uma espécie de formiga do gênero Rhytidoponera.